# Episodi di Life Bites - Pillole di vita (prima stagione)
Questa è una lista degli episodi della prima stagione della sitcom Life Bites - Pillole di vita. Ogni episodio contiene 5 sketch.
| nº  | Titolo                             | Prima TV Italia  |
| --- | ---------------------------------- | ---------------- |
| 1   | Pic nic 1                          | 15 ottobre 2007  |
| 2   | Compito in classe                  | 15 ottobre 2007  |
| 3   | Finalmente vicini                  | 15 ottobre 2007  |
| 4   | Tecniche di gioco                  | 15 ottobre 2007  |
| 5   | Pic nic 2                          | 15 ottobre 2007  |
| 6   | Tv 1                               | 15 ottobre 2007  |
| 7   | Sostituzioni                       | 15 ottobre 2007  |
| 8   | Camicia                            | 15 ottobre 2007  |
| 9   | Nozianismo                         | 15 ottobre 2007  |
| 10  | Tv 2                               | 15 ottobre 2007  |
| 11  | Footing 1                          | 16 ottobre 2007  |
| 12  | Scherzi                            | 16 ottobre 2007  |
| 13  | Se ti vedesse tua madre            | 16 ottobre 2007  |
| 14  | Invito                             | 16 ottobre 2007  |
| 15  | Footing 2                          | 16 ottobre 2007  |
| 16  | Forbici 1                          | 16 ottobre 2007  |
| 17  | Cagnolino                          | 16 ottobre 2007  |
| 18  | Tè                                 | 16 ottobre 2007  |
| 19  | La terribile macchia               | 16 ottobre 2007  |
| 20  | Forbici 2                          | 16 ottobre 2007  |
| 21  | Confidenze 1                       | 17 ottobre 2007  |
| 22  | Palleggi                           | 17 ottobre 2007  |
| 23  | Specchietto                        | 17 ottobre 2007  |
| 24  | Ultimi consigli                    | 17 ottobre 2007  |
| 25  | Confidenze 2                       | 17 ottobre 2007  |
| 26  | Film horror 1                      | 17 ottobre 2007  |
| 27  | Il record                          | 17 ottobre 2007  |
| 28  | Zainetto tascabile                 | 17 ottobre 2007  |
| 29  | Mi hanno detto che...              | 17 ottobre 2007  |
| 30  | Film horror 2                      | 17 ottobre 2007  |
| 31  | Prima io! 1                        | 18 ottobre 2007  |
| 32  | Scuola di pose                     | 18 ottobre 2007  |
| 33  | Commenti                           | 18 ottobre 2007  |
| 34  | Accordi                            | 18 ottobre 2007  |
| 35  | Prima io! 2                        | 18 ottobre 2007  |
| 36  | Successo con le ragazze 1          | 18 ottobre 2007  |
| 37  | Il problema di Molly               | 18 ottobre 2007  |
| 38  | Pronta?                            | 18 ottobre 2007  |
| 39  | Il progetto                        | 18 ottobre 2007  |
| 40  | Successo con le ragazze 2          | 18 ottobre 2007  |
| 41  | Tv contesa 1                       | 19 ottobre 2007  |
| 42  | Suoni della natura                 | 19 ottobre 2007  |
| 43  | Educazioni diverse                 | 19 ottobre 2007  |
| 44  | Il numero 9                        | 19 ottobre 2007  |
| 45  | Tv contesa 2                       | 19 ottobre 2007  |
| 46  | Acqua calda 1                      | 19 ottobre 2007  |
| 47  | Silenzio!                          | 19 ottobre 2007  |
| 48  | Navigatrice                        | 19 ottobre 2007  |
| 49  | Occhiolino                         | 19 ottobre 2007  |
| 50  | Acqua calda 2                      | 19 ottobre 2007  |
| 51  | Concerto 1                         | 22 ottobre 2007  |
| 52  | Fan 1                              | 22 ottobre 2007  |
| 53  | Spacconate                         | 22 ottobre 2007  |
| 54  | Fan 2                              | 22 ottobre 2007  |
| 55  | Concerto 2                         | 22 ottobre 2007  |
| 56  | La ragazza dei sogni 1             | 22 ottobre 2007  |
| 57  | L'incubo                           | 22 ottobre 2007  |
| 58  | Le prove per la recita             | 22 ottobre 2007  |
| 59  | La mia soap preferita              | 22 ottobre 2007  |
| 60  | La ragazza dei sogni 2             | 22 ottobre 2007  |
| 61  | Biscotti 1                         | 23 ottobre 2007  |
| 62  | Donne al volante                   | 23 ottobre 2007  |
| 63  | La scelta                          | 23 ottobre 2007  |
| 64  | Perdenti e vincenti                | 23 ottobre 2007  |
| 65  | Biscotti 2                         | 23 ottobre 2007  |
| 66  | Lavoretti 1                        | 23 ottobre 2007  |
| 67  | Unicorno                           | 23 ottobre 2007  |
| 68  | Il ballo                           | 23 ottobre 2007  |
| 69  | Una canzone per Giulia             | 23 ottobre 2007  |
| 70  | Lavoretti 2                        | 23 ottobre 2007  |
| 71  | Lavapiatti 1                       | 24 ottobre 2007  |
| 72  | Pre-partita                        | 24 ottobre 2007  |
| 73  | Ohh!                               | 24 ottobre 2007  |
| 74  | Rigore!                            | 24 ottobre 2007  |
| 75  | Lavapiatti 2                       | 24 ottobre 2007  |
| 76  | Zainetto 1                         | 24 ottobre 2007  |
| 77  | I compiti di papà                  | 24 ottobre 2007  |
| 78  | Tuo padre è un ladro               | 24 ottobre 2007  |
| 79  | Il cameriere più gentile del mondo | 24 ottobre 2007  |
| 80  | Zainetto 2                         | 24 ottobre 2007  |
| 81  | Passi di ballo 1                   | 25 ottobre 2007  |
| 82  | Chiamata urgente                   | 25 ottobre 2007  |
| 83  | Elogi                              | 25 ottobre 2007  |
| 84  | Uscire                             | 25 ottobre 2007  |
| 85  | Passi di ballo 2                   | 25 ottobre 2007  |
| 86  | Computer 1                         | 25 ottobre 2007  |
| 87  | Il rigore di Pigi                  | 25 ottobre 2007  |
| 88  | Baffi                              | 25 ottobre 2007  |
| 89  | Gomma a terra                      | 25 ottobre 2007  |
| 90  | Computer 2                         | 25 ottobre 2007  |
| 91  | Merenda 1                          | 26 ottobre 2007  |
| 92  | Biglietti                          | 26 ottobre 2007  |
| 93  | Banzai                             | 26 ottobre 2007  |
| 94  | Scelta di stile                    | 26 ottobre 2007  |
| 95  | Merenda 2                          | 26 ottobre 2007  |
| 96  | L'inno della squadra 1             | 26 ottobre 2007  |
| 97  | La spesa è una cosa seria          | 26 ottobre 2007  |
| 98  | Tutti vestiti eleganti             | 26 ottobre 2007  |
| 99  | Piatti                             | 26 ottobre 2007  |
| 100 | L'inno dellaq squadra 2            | 26 ottobre 2007  |
| 101 | Rubinetto rotto 1                  | 29 ottobre 2007  |
| 102 | Cugini                             | 29 ottobre 2007  |
| 103 | Lasciate un messaggio              | 29 ottobre 2007  |
| 104 | Una bella impressione              | 29 ottobre 2007  |
| 105 | Rubinetto rotto 2                  | 29 ottobre 2007  |
| 106 | Appuntamento di studio 1           | 29 ottobre 2007  |
| 107 | Zio Carlo                          | 29 ottobre 2007  |
| 108 | La barzelletta                     | 29 ottobre 2007  |
| 109 | Gli occhi dell'amore               | 29 ottobre 2007  |
| 110 | Appuntamento di studio 2           | 29 ottobre 2007  |
| 111 | L'altra donna 1                    | 30 ottobre 2007  |
| 112 | Galateo                            | 30 ottobre 2007  |
| 113 | Spazzatura                         | 30 ottobre 2007  |
| 114 | Body building                      | 30 ottobre 2007  |
| 115 | L'altra donna 2                    | 30 ottobre 2007  |
| 116 | Dimostrazioni 1                    | 30 ottobre 2007  |
| 117 | Dolcetti                           | 30 ottobre 2007  |
| 118 | La cotta                           | 30 ottobre 2007  |
| 119 | Il regalo                          | 30 ottobre 2007  |
| 120 | Dimostrazioni 2                    | 30 ottobre 2007  |
| 121 | Educazione a tavola 1              | 31 ottobre 2007  |
| 122 | Mia!                               | 31 ottobre 2007  |
| 123 | Nascondino                         | 31 ottobre 2007  |
| 124 | Curiosità                          | 31 ottobre 2007  |
| 125 | Educazione a tavola 2              | 31 ottobre 2007  |
| 126 | Non aprite quella porta 1          | 31 ottobre 2007  |
| 127 | Campeggio                          | 31 ottobre 2007  |
| 128 | Rispetto per la privacy            | 31 ottobre 2007  |
| 129 | Bandierina                         | 31 ottobre 2007  |
| 130 | Non aprite quella porta 2          | 31 ottobre 2007  |
| 131 | Bagno 1                            | 1º novembre 2007 |
| 132 | Sulla linea                        | 1º novembre 2007 |
| 133 | Ricordi                            | 1º novembre 2007 |
| 134 | Fidanzatino                        | 1º novembre 2007 |
| 135 | Bagno 2                            | 1º novembre 2007 |
| 136 | Problema di testa 1                | 1º novembre 2007 |
| 137 | Marachella 1                       | 1º novembre 2007 |
| 138 | Aneddoti                           | 1º novembre 2007 |
| 139 | Marachella 2                       | 1º novembre 2007 |
| 140 | Problema di testa 2                | 1º novembre 2007 |
| 141 | Camicia a fiori 1                  | 2 novembre 2007  |
| 142 | L'anniversario                     | 2 novembre 2007  |
| 143 | Che roba tremenda                  | 2 novembre 2007  |
| 144 | Perfettamente pulito               | 2 novembre 2007  |
| 145 | Camicia a fiori 2                  | 2 novembre 2007  |
| 146 | Dentista 1                         | 2 novembre 2007  |
| 147 | Papà rock'n'roll                   | 2 novembre 2007  |
| 148 | Tifo                               | 2 novembre 2007  |
| 149 | Compito di matematica              | 2 novembre 2007  |
| 150 | Dentista 2                         | 2 novembre 2007  |
| 151 | Capire una canzone 1               | 5 novembre 2007  |
| 152 | Giovanissimi                       | 5 novembre 2007  |
| 153 | Modi di dire                       | 5 novembre 2007  |
| 154 | Posto libero                       | 5 novembre 2007  |
| 155 | Capire una canzone 2               | 5 novembre 2007  |
| 156 | Uscire o non uscire 1              | 5 novembre 2007  |
| 157 | Roller boy                         | 5 novembre 2007  |
| 158 | Daddy                              | 5 novembre 2007  |
| 159 | Una coppia sportiva                | 5 novembre 2007  |
| 160 | Uscire o non uscire                | 5 novembre 2007  |
| 161 | Piatti da lavare 1                 | 6 novembre 2007  |
| 162 | Pronto intervento                  | 6 novembre 2007  |
| 163 | Pizza a domicilio                  | 6 novembre 2007  |
| 164 | Uno per tutti...tutti per uno      | 6 novembre 2007  |
| 165 | Piatti da lavare 2                 | 6 novembre 2007  |
| 166 | Esilio volontario 1                | 6 novembre 2007  |
| 167 | Maleducazione                      | 6 novembre 2007  |
| 168 | Solidarietà familiare              | 6 novembre 2007  |
| 169 | Appuntamento al buio               | 6 novembre 2007  |
| 170 | Esilio volontario 2                | 6 novembre 2007  |
| 171 | Oggi può essere un gran giorno 1   | 7 novembre 2007  |
| 172 | Sincerità                          | 7 novembre 2007  |
| 173 | A tavola non si parla              | 7 novembre 2007  |
| 174 | Aspettando Giulia                  | 7 novembre 2007  |
| 175 | Oggi può essere un gran giorno 2   | 7 novembre 2007  |
| 176 | Il cagnolino immaginario 1         | 7 novembre 2007  |
| 177 | Cosa mi metto?                     | 7 novembre 2007  |
| 178 | Basta capirsi                      | 7 novembre 2007  |
| 179 | Il baratto                         | 7 novembre 2007  |
| 180 | Il cagnolino immaginario 2         | 7 novembre 2007  |